# Peret i l'origen de la rumba catalana
Peret i l'origen de la rumba catalana és un documental de 2016 de Carles Prats sobre els orígens de la rumba catalana. El film és una reconstrucció del projecte inacabat començat per Peret el 2010, produït per Pau Bacardit Gallego i en coproducció amb Televisió de Catalunya.

## Argument
A començaments dels any 90, Peret va tornar a la música després de deu anys dedicat a l'Església evangèlica. Es va trobar que es posava en dubte que ell hagués sigut un dels creadors de la rumba catalana i el primer artista a enregistrar discos. Peret es va comprar una càmera per rodar testimonis que servissin per explicar com havia anat veritablement aquesta història. Després que Carles Prats va fer el documental «¡Cuchíbiri cuchíbiri!», sobre la rumba del carrer de la Cera, Peret va començar a ensenyar-li els materials que havia anant rodant fins que li va demanar que continués aquest projecte i expliqués com eren i com havien anat les coses.

## Repartiment
Intervenen en el documental: Peret, Enriqueta Baptiste, Pepita Becas, Núria Garcia, Maruja Garrido, Manel Giménez, Abraham Hernández, Josep Mas "Kitflus", Rafael Moll, Juan Puchades, Peret Reyes, Jack Tarradellas, Josep Maria Valentí "Chacho" i Joan Clota "Nen".